# 山鹿市立大道小学校
山鹿市立大道小学校（やまがしりつ だいどうしょうがっこう）は、熊本県山鹿市方保田にある小学校。

## 沿革
- 1878年 - 中村小学校、古閑小学校、方保田小学校創立。
- 1900年 - 元中村尋常小学校と方保田尋常小学校を合併し現在地に移転して尋常大道小学校となる。
- 1908年 - 大道尋常小学校と改称。
- 1912年 - 大道尋常高等小学校と改称。
- 1941年 - 大道国民学校と改称。
- 1947年 - 大道村立大道小学校と改称。
- 1954年 - 山鹿市立大道小学校と改称。

## 著名な出身者
- 河原創（プロサッカー選手）[1]